# عرقون زغبي
عرقون زغبي (الاسم العلمي:Euphrasia pubescens) هي نوع نباتي يتبع جنس العرقون من الفصيلة الجعفيلية.  